# Dungeon Keeper
Хранитель підземелля (англ. Dungeon Keeper) — стратегічна відеогра, розроблена Bullfrog Productions і випущена Electronic Arts у червні 1997 року для MS-DOS і Windows 95. У Dungeon Keeper гравець будує підземелля та керує ним, захищаючи його від вторгнення персонажів-«героїв», які мають намір викрасти накопичені скарби, вбити монстрів і, зрештою, вбити гравця. Кінцева мета — завоювати світ, знищивши героїчні сили та ворогуючих хранителів підземель у кожному царстві. Доступна багатокористувацька гра в якій, за допомогою модему або через локальну мережу, можуть брати участь до чотирьох гравців.
Розробка Dungeon Keeper тривала понад два роки, і було випущено пакет розширення, версію Direct3D і редактор рівнів. У середині розробки провідний розробник Пітер Моліньє вирішив залишити Bullfrog після завершення розробки. Версії для Sega Saturn і Sony PlayStation були в розробці, але скасовані. Гра отримала визнання критиків, рецензенти вихваляли її унікальність і глибину. Dungeon Keeper було перевипущено на GOG.com у 2011 році та на Origin у 2016 році. Було випущено створений фанатами мод KeeperFX, який виправляє помилки та додає функції. У 1999 році для Dungeon Keeper вийшло продовження Dungeon Keeper 2, яке суттєво вплинуло на подальший розвиток ігор в жанрі, таких як Lego Rock Raiders і Ghost Master .

## Геймплей

Навігація в побудованому підземеллі за допомогою Руки Зла

Гравець будує підземелля та керує ним, вербуючи та обслуговуючи міньйонів, що допомагають управляти підземеллям, та захищають його від ворожих загарбників.   Основним методом контролю є рука, яка дозволяє переносити і скидати предмети та істот. Також Рука дозволяє гравцеві давати ляпаса істотам і взаємодіяти з предметами.  Геймплей Dungeon Keeper демонструє темне почуття гумору ' 
Серце Підземелля представляє зв'язок Хранителя зі світом. Якщо воно знищено, гравець програє.  Разом із серцем гравець починає з невеликою кількістю імпів (англ. imps) — загальної робочої сили для діяльності в підземеллях: вони риють тунелі і нові кімнати в навколишній землі, захоплюють ворожі кімнати та портали, видобувають золото та дорогоцінні камені та встановлюють пастки. Імпів отримують за допомогою заклинання «Створити імпа».  Ляпаси змушують істот тимчасово працювати швидше, але зменшують кількість їх здоров’я .  Золото отримують в основному шляхом копання золотих покладів, а поклади дорогоцінного каміння забезпечують необмежену кількість золота, хоча копання займає більше часу. Золото використовується для будівництва кімнат, заклинань і навчання істот.    Щоб наказати імпам копати, гравець повинен позначити відповідну зону прапорцем.  Протягом усієї гри «наставник» консультуватиме гравця щодо різних подій і проблем у підземеллі, як зловісний голос за кадром. 
За допомогою імпів, гравець повинен створити базову інфраструктуру : лігва для монстрів, інкубатор (де вирощують курчат, які служать їжею), і скарбницю. Після з’єднання підземелля з «порталом» з’являться міньйони. Міньйони включають драконів, чорнокнижників і рогатих женців, а також різну нежить.  Під час гри гравець піднімається по дереву технологій, відкриваючи нові кімнати та заклинання.  Кімнати можна будувати лише на плитках, що належать гравцеві.  Колір військ гравця - червоний, героїв - білий, інші хранителі будуть мати свої кольори. Істоти та кімнати які можна захопити - різнокольорові.  Гравець може давати команду на будівництво пасток і дверей, створених в майстерні, але на їх будівництво імпам потрібен час.   Ще одна з доступних для будівництва кімнат — Храм, де створіння роблять щасливими, а гравець може приносити істот в жертву темним богам. Боги можуть винагородити або покарати гравця, або бути байдужими залежно від жертви.  
Підземелля має продуману екологію : деякі істоти (наприклад мухи і павуки) є природними ворогами. Якщо істота невдоволена, вона може почати вандалізм у підземеллі і залишити гравця.  Істоти суттєво відрізняються за характеристиками і типами завдань які вони можуть виконувати. Які істоти потраплять у підземелля, залежить від того, які кімнати є у гравця та наскільки вони великі; більшість істот мають передумови для вступу на службу.  Істоти вимагають регулярних платежів, і коли настане «День виплати», вони прямуватимуть до кімнати скарбів, щоб отримати свою зарплату.  Інші способи отримання істот включають ув’язнення та тортури, «збирання» (переконання перейти до гравця) від ворожих хранителів і виконання певних жертвоприношень у Храмі.   Істоти, які входять через портал, мають найнижчий рівень досвіду і повинні отримати досвід, як правило, тренуючись у тренувальній кімнаті. Навчання істот збільшує їхні атрибути (наприклад, кількість їх здоров’я) і здібності (наприклад, які заклинання вони можуть використовувати).  Такі заклинання включають блискавки, збільшення броні та інше.   Істоти часто вступають у бій з героями або істотами, що належать іншим хранителям. Над кожною істотою є зірка, що відображає рівень її досвіду та показує якому хранителю ця істота належить. Зірка також показує кількість здоров'я — коли істота отримує пошкодження, шипи стають чорними.  Гравець має можливість керувати істотою, в режимі гри від першої особи та використовуючи її атаки та здібності. Це досягається за допомогою одного із заклять, в той час як інші дозволяють, наприклад, прискорювати та лікувати істот.  
Доступна карта світу, і на початку гравцеві виділяється один із двадцяти регіонів вигаданої ідилічної країни, який потрібно знищити. Коли гравець просувається через ці регіони, кожен з яких представляє рівень, раніше завойовані території виглядатимуть розграбованими, спотвореними та злими.  Цілі для кожного рівня є простими: вони, як правило, полягають у знищенні героїчної сили або знищенні всіх інших хранителів підземель.  Перші кілька рівнів – навчальні, і знайомлять гравця основам.  На певних рівнях сховані спеціальні предмети що розблокують нові опції, такі як прокачка істот, відкриття карти або початок додаткового завдання. 
Герої з’являтимуться в різний час в різних місцях, іноді в супроводі гнома-тунеляра, який, як і імпи, здатний копати.  Підземелля можна захистити від злому, якщо імпи зміцнять стіни.  Серед героїв — велетні, чарівники та воїни-самураї .  Більшість рівнів мають «Володаря Краю», лицаря в важких обладунках, якого потрібно перемогти.   На останньому рівні Аватар (схожий на Аватара з Ultima VIII ),   наймогутніший герой, з’являється як Володар Землі та воскресає після поразки. Він повинен зазнати поразки знову, коли він знову з'явиться з великою армією.  
Доступна багатокористувацька гра в якій, за допомогою модему або через локальну мережу (LAN).   У грі представлено двадцять рівнів для кількох гравців,  які можна грати як рівні для одного гравця. 

## Розробка
Dungeon Keeper було розроблено компанією Bullfrog Productions під керівництвом Пітера Моліньє, який написав дизайн-документ гри, тестову версію, комп’ютерних гравців і помічників.  В одному з інтерв’ю Моліньє пояснив, що ідеї для Dungeon Keeper йому прийшли в голову, сидячи в заторі, і він настільки захопився ними, що, коли рух відновився він цього не помітив.  Голова Bullfrog Лес Едгар заявив, що намір полягав у тому, щоб використати тему Dungeons & Dragons із «трохи дивним гумором Bullfrog».  Програмісти Саймон і Дене Картери також сказали, що Dungeon Keeper — це пародія.  Dungeon Keeper — це гра-симулятор, оскільки Моліньє розглядав обов’язки лиходія як задачу з менеджменту. 
Розробка розпочалася в листопаді 1994 року провідним програмістом Саймоном Картером і тривала два з половиною роки.  У грі використовувався рушій від гри Magic Carpet, і перша версія просто прокручувала карту та включала режим від третьої особи .  Рушій був створений Гленном Корпесом .  Тоді Моліньє розробив двовимірний прототип із функціями, які потрапили у фінальну гру. Прототип був зосереджений на будівництві підземелля та включав кімнату скарбів, інкубатор, кімнату для тренувань і серце підземелля. Персонажі були розроблені художником Марком Хілі . 
Навігаційну систему виявилося важко розробити, оскільки комп’ютерам того часу бракувало потужності. Велику увагу приділяли штучному інтелекту, оскільки навігація та інші аспекти спиралися на нього. За словами одного з дизайнерів Джонті Барнса, команда хотіла створення складних істот без великих обчислювальних витрат. Хілі придумав давати ляпаса істотам, щоб вони працювали швидше, і Барнс вважав це «чудовим ігровим рішенням».  Багато часу було витрачено на роботу над інтерфейсом користувача, і в один момент була розглянута ідея не мати інтерфейсу.  Картер зазначив, що команда намагалася зробити звуки атмосферними та індустріальними, щоб у гравців було відчуття сили. Використання чужих тривимірних способів обробки звуку виявилося складним, тож він і його колега Тоні Кокс написали власні.  Dungeon Keeper використовує алгоритми освітлення, які використовуються в Magic Carpet, які забезпечують такі ефекти, як освітлення коридорів вогняними кулями. 
За словами Моліньє, у травні 1995 року видавець Electronic Arts сказав йому, що він повинен випустити Dungeon Keeper за шість з половиною тижнів. Хоча він задовольнив їхні вимоги, створивши іншу гру, Hi-Octane, у потрібний термін, його стосунки з видавцем були напруженими. 
Розробка редактора рівнів почалася в травні 1995 року. Вид від першої особи був розроблений у вересні 1995 року, і до істот були додані тіні, що на той час вважалося неможливим.  Приблизно в той час Барнс покинув проект, щоб отримати диплом в Університеті Східної Англії, і повернувся в липні 1996 року   . У листопаді 1995 року Баррі Паркер почав писати рівні та розробляв вміст для мови сценаріїв.  Bullfrog намагався випустити гру на Різдво 1995 року: спочатку вона була запланована на листопад 1995 року, і Моліньє до вересня вважав, що вона буде готова до Різдва.   Він пояснив, що гра була здебільшого готова, але хотів переконатися, що вона «абсолютно блискуча».  Саме тоді команда розробників зрозуміла, що гра повинна зосереджуватися на живому світі, створеному гравцем.  Попередній перегляд PC Zone за грудень 1995 року повідомляв про функцію, яка дозволяла комп’ютеру взяти під контроль підземелля гравця після виходу з багатокористувацької гри в Інтернеті. 
У лютому 1996 року Моліньє почав займатися виключно грою.  За словами Картера, істоти були створені з растрових зображень, і станом на квітень 1996 року на екрані було близько 90 мегабайт графічних даних  . У липні 1996 року Алекс Пітерс приєднався до проекту і переніс гру на Windows 95. Dungeon Keeper було показано на Європейській комп’ютерній виставці у вересні 1996 року , а вихід був запланований на грудень.  Стало очевидним, що термін буде пропущено, і випуск перенесли на березень 1997 року  . Остаточне тестування почалося в квітні 1997 року, розробка була завершена в червні.  Dungeon Keeper був випущений Electronic Arts у червні 1997 року для Windows 95 і MS-DOS .   Версії Sega Saturn і Sony PlayStation були в розробці та повинні були вийти в 1997 році  , але були скасовані.  Розроблялася інтернет-версія, яка підтримувала б до 250 гравців. 
Картер написав і впорядкував 800 000 рядків коду.  Річард Райдінгс забезпечив закадрову озвучку, наприклад, наставника.     Музику написав Рассел Шоу, і, за словами Хілі, вона була розроблена пізно.  Перспектива роботи над Dungeon Keeper спонукала художника та колишнього співробітника Bullfrog Гері Карра повернутися з The Bitmap Brothers (він покинув Bullfrog через розбіжності з Моліньє щодо розробки гри Theme Park),  але замість цього його призначили до Theme Hospital .  Хілі створив 90 відсотків графіки.  Більшість істот були ідеями членів команди, хоча Моліньє був причетний до імпів.  Хілі розробив Рогатого Женця (надихаючись своєю колишньою дівчиною),  який зрештою став талісманом гри.  За словами Моліне, кожен персонаж займає 1024 байти пам'яті.  Гру, у її кінцевій формі, розробляли здебільшого в останні кілька місяців: команда почала з нуля після тривалого циклу розробки, оскільки вони зрозуміли, що гра відчувається  як Command & Conquer .  До редизайну замість того, щоб імпи викопували золото, а міньйони входили через портали, у грі гравець мав викопувати золото та використовувати його та ману для створення міньйонів.  Редизайн включав заміну движка 3D-графіки на 2D та переписування інтерфейсу користувача. 
Моліньє був вражений навігаційним кодом істоти: він заявив, що це найбільший фрагмент коду, і що гравці можуть неодноразово змінювати карту, а істоти все одно знайдуть маршрути до місця призначення.  Моліньє також сподобався той факт, що гра адаптується до гравця, дозволяючи вибирати бажані методи та стратегії,  і заявив, що його улюблена частина гри полягає в тому, як гравець копає, а не будує рівень, тобто гравець має вирішальну участь у створенні рівня.  Він заявив, що пишається концепцією Dungeon Keeper ' але зауважив, що створення оригінальних речей потребує часу.  Йому також сподобалося, що люди не можуть якось конкретно описати Dungeon Keeper .  Моліньє не сподобався інтерфейс користувача, сказавши, що команда переборщила з панеллю керування, і прокоментував, що це нагадування про те, що гравець грав у відеогру. Це було ключовою причиною того, що інтерфейс користувача його наступної відеогри, Black &amp; White, не містив панелей, кнопок або значків .  Моліньє також не подобалася відсутність особистості супротивника, а деякі особливості були надто добре приховані, включаючи (за його словами) чіт-код, який робив істоту-володарку оголеною.  У 2000 році на конференції розробників ігор, демонструючи Black & White, він заявив, що він не був відкритий гравцями. 
Dungeon Keeper був останнім проектом Моліньє з Bullfrog перед тим, як він пішов у липні 1997 року, щоб створити Lionhead Studios,  і після завершення він заявив, що хоче створити « найкрутішу гру за всю історію ».  Моліне вирішив залишити Bullfrog у липні 1996 року через розчарування корпоративними зустрічами та іншими управлінськими обов’язками, які виникли після того, як компанія була продана Electronic Arts у 1995 році. Він мав намір піти, щойно Dungeon Keeper буде завершено,  і його від’їзд був однією з причин, чому він хотів зробити гру гарною.  У результаті рішення Моліньє Electronic Arts попросила його залишити офіси, але Моліньє хотів продовжити розвиток, тому команда переїхала до нього в будинок.  Моліньє, Марк Веблі, Тім Ренс і Стів Джексон прийняли рішення заснувати Lionhead, коли Dungeon Keeper наближався до завершення.  У 2017 році Моліне висловив жаль з приводу того, що залишив Bullfrog, і пояснив, що він був п’яний, коли подавав заяву, і що це було «такою дурницею».  Продовження, Dungeon Keeper 2, було випущено в 1999 році , а серія була перезавантажена Mythic Entertainment з випуском ремейку (також під назвою Dungeon Keeper ) для iOS і Android 30 січня 2014 року 

### Підтримка SoundFont
У грі використовуються технологія SoundFonts (від компанії Creative Labs) для надання додаткових звукових ефектів навколишнього середовища. Для використання цієї функції потрібен Sound Blaster AWE32 або AWE64 .  Гравець може завантажити SoundFont і використовувати його для звукових ефектів навколишнього середовища. Для персоналізації підземелля можна самостійно налаштувати SoundFonts. 

### Розширення
Пакет розширення The Deeper Dungeons було випущено 26 листопада 1997 року.  Він містить п’ятнадцять нових рівнів для одиночної та багатокористувацької гри, а також покращений штучний інтелект для ворогів.  Аватар також знову з'являється на останньому рівні.  Для гри була випущена версія Direct3D, яка принесла покращену графіку та підтримку 3D-прискорення, а також редактор рівнів. 
KeeperFX, абревіатура "Fan eXpansion", був випущений у 2010 році та з того часу регулярно оновлюється. Ця фанатська модифікація підвищує сумісність із пізнішими версіями Windows, виправляє помилки та додає такі функції, як підтримка багатокористувацьких режимів TCP/IP і параметри вищої роздільної здатності екрана.   

### Перевидання
Гра була перевипущена в 1998 році як Dungeon Keeper Gold Edition, яка включала розширення Deeper Dungeons, а також тему робочого столу на основі Dungeon Keeper .  В Японії подібне видання було випущено як Dungeon Keeper Premium,  під брендом EA Best Selection.  Ця версія включала вміст із Золотого видання, а також варіанти тексту й аудіо японською та англійською мовами. 
Золоту версію було повторно випущено для цифрового розповсюдження на GOG.com у червні 2011 року.  GOG.com запустив версію macOS у жовтні 2012 року.  Гра була доступна там безкоштовно протягом кількох днів у лютому 2014 року.  У жовтні 2016 року Dungeon Keeper було випущено безкоштовно на Origin  через програму «On The House». 

## Відгуки
Dungeon Keeper отримав визнання критиків. Геймплей і унікальність були його найбільшими аспектами. Кріс Ломбарді з Computer Gaming World похвалив багатокористувацький режим, сказавши, що він «обіцяє бути надзвичайно багатим і тонким». Його висновок полягав у тому, що Dungeon Keeper — це «найунікальніша гра за багато років; стильна, багатогранна та така ж глибока, як пекельні ями».  Рецензент Game Revolution погодився з Ломбарді, вважаючи, що «Dungeon Keeper — це революційна, приголомшлива гра», а також похвалив чудову графіку та «майже такий же вражаючий» звук.  Роб Сміт з GamePro стверджував, що багатокористувацький геймплей насправді не є радикальним відхиленням від інших стратегічних ігор у реальному часі, але роль «поганого хлопця» та особливе почуття гумору роблять його видатним. Він додав, що гра виграє від сильної музики, звукових ефектів і загальної глибини.  Кріс Макдональд із Gamezilla назвав гру «класикою» і зробив висновок: «Будь-який гравець у режимі реального часу, який прагне до життя в підземеллях і має бажання вбити армію ченців, фей і лордів, буде приємно здивований Dungeon Keeper».  Джеймс Флінн із PC Gamer UK похвалив увагу Bullfrog до деталей, назвавши його «дивовижним», і повторив думку інших, описавши Dungeon Keeper як «приголомшливе досягнення». 
У огляді 2001 року PC Zone, як і Gamezilla, назвали гру «класичною», але також розкритикували її репетативний геймплей.  Трент Ворд із GameSpot зазначив: «Це насичена стратегічна гра, інтуїтивно зрозуміла та складна, інноваційна та відшліфована», і відчув, що гра була «одною з найкращих ігор, випущених цього року».  Переконання ' та PC Zone було підтримано рецензентом Edge, який описав гру як «шедевр».   Рецензент Jeuxvideo.com високо оцінив можливість для повторного проходження та звукові ефекти.  Роберт Майєр із Computer Games Strategy Plus похвалив гумор, звук і тривимірне зображення, йому сподобалися елементи, що працюють разом, але розкритикував штучний інтелект.  Рецензент Next Generation високо оцінив почуття гумору ' описавши його як типове для Bullfrog, «похмурого та гострого» саундтреку, далі сказавши, що в ньому поєднані середньовічні теми зі звуками гітари та захоплюючий ігровий процес. Єдиною критикою був «іноді слабкий» штучний інтелект.  Рецензенти французького журналу Génération 4 були дуже схвальні: один рецензент прокоментував, що Dungeon Keeper є проміжним між Warcraft і Theme Park через його управління істотами та бої в реальному часі, а також вважав, що важко покинути рівень після перемоги.  Інший рецензент назвав Dungeon Keeper «Грою року!» .  Журнал також назвав Dungeon Keeper найкращою грою для ПК літа 1997 року. 
Dungeon Keeper був фіналістом 13-ї щорічної премії Асоціації видавців програмного забезпечення за кращий результат у програмному забезпеченні Best of 1997 Codie Awards за найкращу стратегічну комп'ютерну гру.  У 1997 році Dungeon Keeper посіла 4 місце ' списку 100 найкращих ігор PC Gamer , а в червні була названа грою місяця.  У червні 2014 року The Guardian включила Dungeon Keeper до 30 найкращих британських відеоігор. 
На 1-й щорічній церемонії вручення нагород AIAS Interactive Achievement Awards (тепер відома як DICE Awards), Dungeon Keeper виграла «Комп’ютерну рольову гру року» та була номінована на «Видатне досягнення в інтерактивному дизайні». 

### Продажі
Протягом 1997 року лише в Сполучених Штатах Dungeon Keeper було продано 113 407 копій.  Він отримав «золоту» нагороду від Verband der Unterhaltungssoftware Deutschland (VUD) у серпні 1998 року  за продаж щонайменше 100 000 одиниць у Німеччині, Австрії та Швейцарії.  До 2003 року світові продажі гри досягли 700 000 копій. Моліньє вважав це «втраченою можливістю» порівняно зі своїми попередніми іграми, такими як Theme Park, які були продані мільйонами одиниць. 

### Вплив і спадщина
Багато оглядів відеоігор, які мають подібні елементи, згадують Dungeon Keeper як натхнення для розробників і як стандарт для порівняння. До них належать:
- Lego Rock Raiders 1999 року. [76] За словами Retro Gamer, це було «найкраще продовження Dungeon Keeper ». [25]
- Стартопія 2001 року. [77] Ця гра була розроблена компанією Mucky Foot Productions, яка складалася зі співробітників Bullfrog. Retro Gamer сказав, що "вони взяли Dungeon Keeper і поставили його в космос". [25]
- Evil Genius 2004 року [78], друга гра, розроблена Elixir Studios . Гравці керують лігвом у стилі Джеймса Бонда та будують військові та наукові об’єкти з метою розширення. [25]
- Ghost Master 2003 року, [79] в якому гравці грають роль злодія. [25]
- What Did I Do to Deserve This, My Lord? 2007 року, ще одна гра, в якій гравці будують підземелля та захищають його від вторгнення героїв. [25] [80] Це було описано як «Dungeon Keeper meets Dig Dug ». [80]
- Підземелля 2011 року, але з упором на турботу про героїв, а не про монстрів. [81]
- Dungeon Overlord 2011 року, програма Adobe Flash через веб-сайт соціальної мережі Facebook. [82]
- Impire 2013 року отримав назву «Dungeon Keeper з нотками Dawn of War ». [83]
- The Mighty Quest for Epic Loot 2013 року називається «Дивна комбінація Diablo та Dungeon Keeper ». [84]
- War for the Overworld 2015 року — це проект, створений його творцями Subterranean Games як «справжній духовний наступник Dungeon Keeper ». [85]
- Dungeons 2 2015 року описано як комбінація між «Dungeon Keeper» і RTS. [86]

Dungeon Keeper згадувався ' вступній сцені Theme Hospital двічі: лікар ненадовго помічений у консольній версії, а Horned Reaper з’являється епізодично як пацієнт.  Ранні концепт-арти для Black &amp; White використовували Dungeon Keeper ' Horned Reaper для зображення істот.  Рогатий жнець був настільки популярним, що продюсери Dungeon Keeper 2 зробили його персонажем, який відігравав важливу роль в сюжеті гри.  Рушій Dungeon Keeper став джерелом натхнення для Minecraft . 

## Дивіться також
- Dungeon Lords (настільна гра)

## Зовнішні посилання
1. ↑  Dungeon Keeper Premium (яп. ダンジョンキーパープレミアム)

- Official website (Bullfrog) at the Wayback Machine (archived 10 December 1997)
- Official website (Electronic Arts) at the Wayback Machine (archived 25 April 2002)
- Dungeon Keeper at MobyGames

Dungeon Keeper, каталог посилань Open Directory Project